# ملعب هيرناندو سيليس

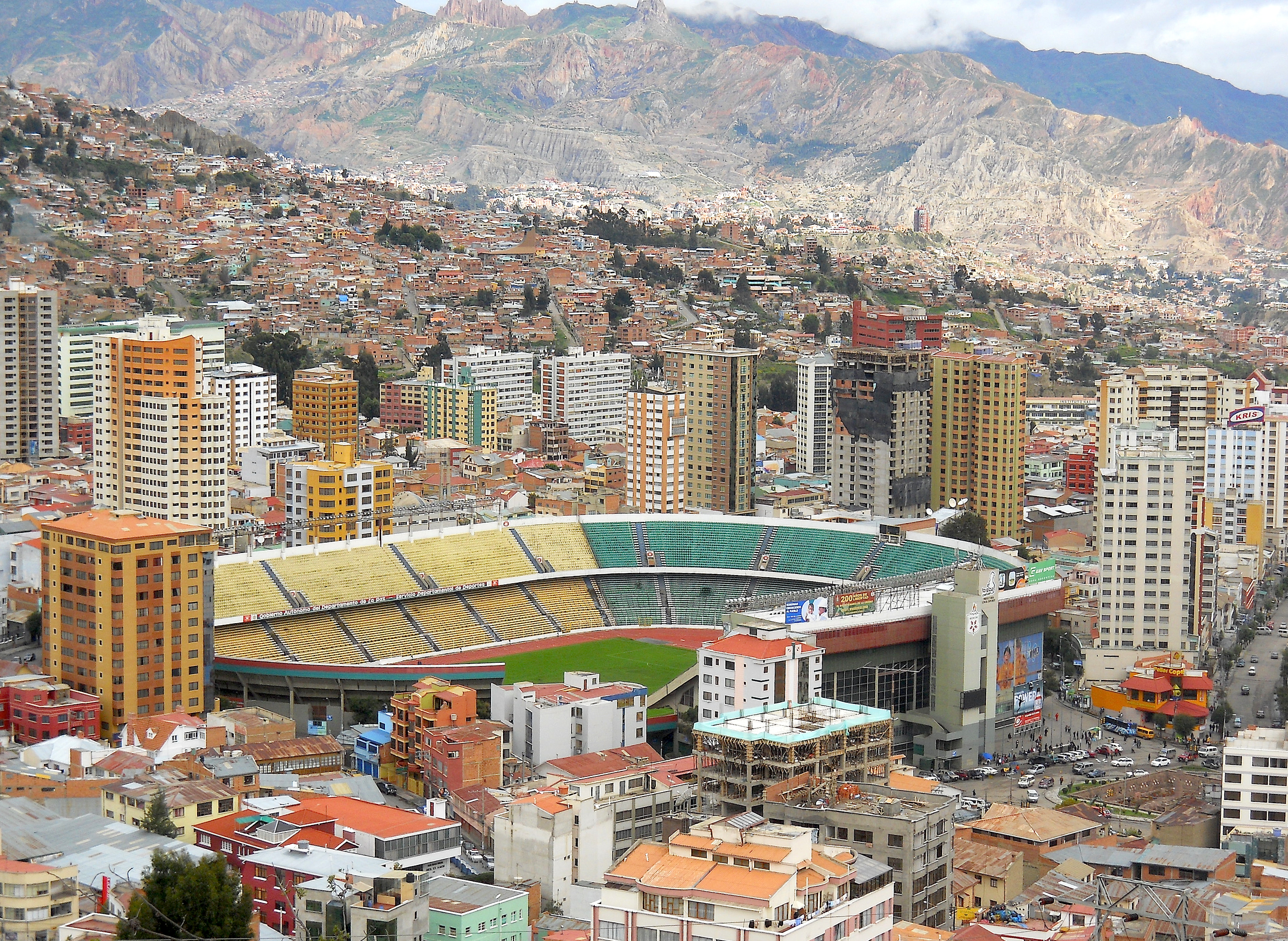
الشكل الخارجي للملعب

ملعب هيرناندو سيليس هو ملعب متعدد الاستخدام يقع في لاباز عاصمة بوليفيا . غالبا ما يتم استخدامه لمباريات كرة القدم . يسع الملعب لجلوس 42 ألف متفرج . يعتبر الملعب الرسمي الذي يخوض فيه منتخب بوليفيا مبارياته الدولية . تم افتتاح الملعب في سنة 1931 .